# England arise!
«England arise, the long long night is over» (с анг. — «Англия воспрянь, долгая-долгая ночь закончилась») — британская социалистическая песня (иногда называется гимном), написанная в 1896-м году Эдвардом Карпентером (1844 — 1929). Несмотря на исключение отдельных куплетов в различных исполнениях, главной темой песни являются полуобразные описания гнетуще тяжёлой жизни пролетариата в индустриальной Великобритании на рубеже XIX-XX веков, которые всплывают в песне на фоне призыва к всеобщему восстанию против такой жизни.

## Текст песни и перевод
Существует несколько вариантов текста, здесь представлен наиболее распространённый в наше время, состоящий из 4-х куплетов. Кроме того, существуют различные современные модификации современной песни.
|            | Оригинальный текст | Дословный перевод | Художественный перевод (Немецкого А.А.) |
| ---------- | --- | --- | --- |
| 1-й куплет | England, arise! The long, long night is over, Faint in the East behold the dawn appear, Out of your evil dream of toil and sorrow – Arise, O England, for the day is here! From your fields and hills, Hark! The answer swells – Arise, O England, for the day is here!          | Англия, встань! Долгая, долгая ночь закончилась, Слабый на востоке появляется рассвет; Из твоего злого сна о тяжёлом труде и печали Восстань, о Англия, ибо день настал. С твоих полей и холмов Слушайте! Ответ нарастает: Встань, о Англия, ибо день настал!             | Англия встань, Ведь мрак ночи минул уж, А на Востоке блещет луч зари, Из своей мглы, страданьем напоённой, Встань Англия, ведь день уж светит нам! |
| 2-й куплет | People of England! All your valleys call you, High in the rising sun the lark sings clear, Will you dream on, let shameful slumber thrall you? Will you disown your native land so dear? Shall it die unheard – That sweet pleading word? Arise, O England, for the day is here! | Долго, долго длились страдания и труд, Темные, темные тучи неверия развернулись, Ужасна ночь, когда никто не доверял соседу, Позорна кошмарная жадность к наживе и золоту; И все же с полей и холмов Доносится! песня теперь крепчает: Встань, о Англия, ибо день настал! | |
| 3-й куплет | Over your face a web of lies is woven, Laws that are falsehoods pin you to the ground, Labor is mocked, its just reward is stolen, On its bent back sits Idleness encrowned. How long, while you sleep, Your harvest shall it reap? Arise, O England, for the day is here!       | На твоем лице соткана паутина лжи, Законы, которые являются ложью, прижимают тебя к земле, Труд осмеян, его справедливая награда украдена, На его согнутой спине сидит праздность. Как долго, пока ты спишь, Твой урожай она пожнет? Встань, о Англия, ибо день настал!   | |
| 4-й куплет | Forth, then, ye heroes, patriots and lovers! Comrades of danger, poverty and scorn! Mighty in faith of Freedom, thy great Mother! Giants refreshed in Joy’s new rising morn! Come and swell the song, Silent now so long; England is risen, and the day is here!                 | Вперед, герои, патриоты и влюбленные! Товарищи опасности, нищеты и презрения! Могущественная в вере в Свободу, твоя великая Мать! Гиганты освежились в новом восходящем утре Джой! Приходите и пойте песню, Тишина отныне так долга; Англия восстала, и этот день настал! | |